# Zaimki zwrotne w języku angielskim
Zaimki zwrotne w języku angielskim – zaimki w języku angielskim opisujące relacje podmiotu bądź dopełnienia zdania w stosunku do siebie samego.
Używane są do zaznaczenia wykonywania czynności przez podmiot na samym sobie. Używa się do tego celu partykuły o konstrukcji zaimek w formie dopełnienia + self w liczbie pojedynczej lub selves w liczbie mnogiej:
| myself                 | ourselves  |
| yourself               | yourselves |
| himself/herself/itself | themselves |

Jest to jedyny przypadek w języku, gdy druga osoba liczby pojedynczej różni się od liczby mnogiej. W przypadku zaimka nieokreślonego one obowiązuje forma oneself: It's sometimes a good idea to see oneself' through the eyes of one's enemy → Czasem dobrze jest zobaczyć siebie samego oczyma swego wroga. 
Funkcje zaimków zwrotnych:
- Służą do podkreślenia, że podmiot i dopełnienie w zdaniu są tożsame[1]: I`ve cut myself shaving → Zaciąłem się przy goleniu. You must get yourself a pair of socks → Musisz sobie kupić parę skarpetek. Zaimki zwrotne mogą odnosić się do zaimków osobowych i w dopełnieniu[1]:  His book is all about himself → Jego książka jest o nim samym. I love you for yourself, not for your car → kocham cię jako ciebie, nie dla twojego auta.
- Mogą służyć do wyrażenia emfazy, oznaczającej „sam”, „samemu” → Do it yourself → Zrób to sam. The President himself is to take the floor about this issue → Sam prezydent ma zabrać głos w tej sprawie.
- Po przyimkach as, like, but (for), except (for) są czasem używane zamiast zaimków osobowych w funkcji dopełnienia[1]: Everybody came late except myself → Wszyscy się spóźnili oprócz mnie.
- By myself oznacza „samodzielnie”, „na własną rękę”[1]: I can do it by myself → Mogę to zrobić własnym sumptem.
- Nie istnieją zaimki zwrotne dzierżawcze, zamiast nich używa się zaimka own: I took her with my own car → Wziąłem ją moim własnym autem.

Zaimków zwrotnych nie używa się w relacjach wzajemnych (reciprocal). Używa się wtedy each other, w l. mn one another.
- They washed themselves = umyli się (każdy siebie)
- They washed each other = umyli się (wzajemnie)